# Анна Магдалена Бах
Анна Магдалена Бах (уроджена Вільке або Вілкен) (22 вересня 1701 — 22 лютого 1760) — професійна співачка та друга дружина Йоганна Себастьяна Баха.

## Життєпис
Анна Магдалена Вілке народилася в Цайці, в Саксонії. Хоча про її ранню музичну освіту відомо мало, родина була музичною. Її батько, Йоганн Каспар Вільке (близько 1660–1733), був трубачом, який зробив кар'єру при дворах Цейца і Вайсенфельса. Її мати, Маргарета Елізабет Лібе, була дочкою органіста.
До 1721 року Анна Магдалена працювала співачкою (сопрано) при князівському дворі Ангальт-Кетена. Йоганн Себастьян Бах працював там капельмейстером, або музичним керівником, з грудня 1717 року. Можливо, він вперше почув її спів при герцогському дворі у Вайсенфельсі, де, як відомо, виступав ще в 1713 році, коли там відбулася прем’єра його «Мисливської кантати».

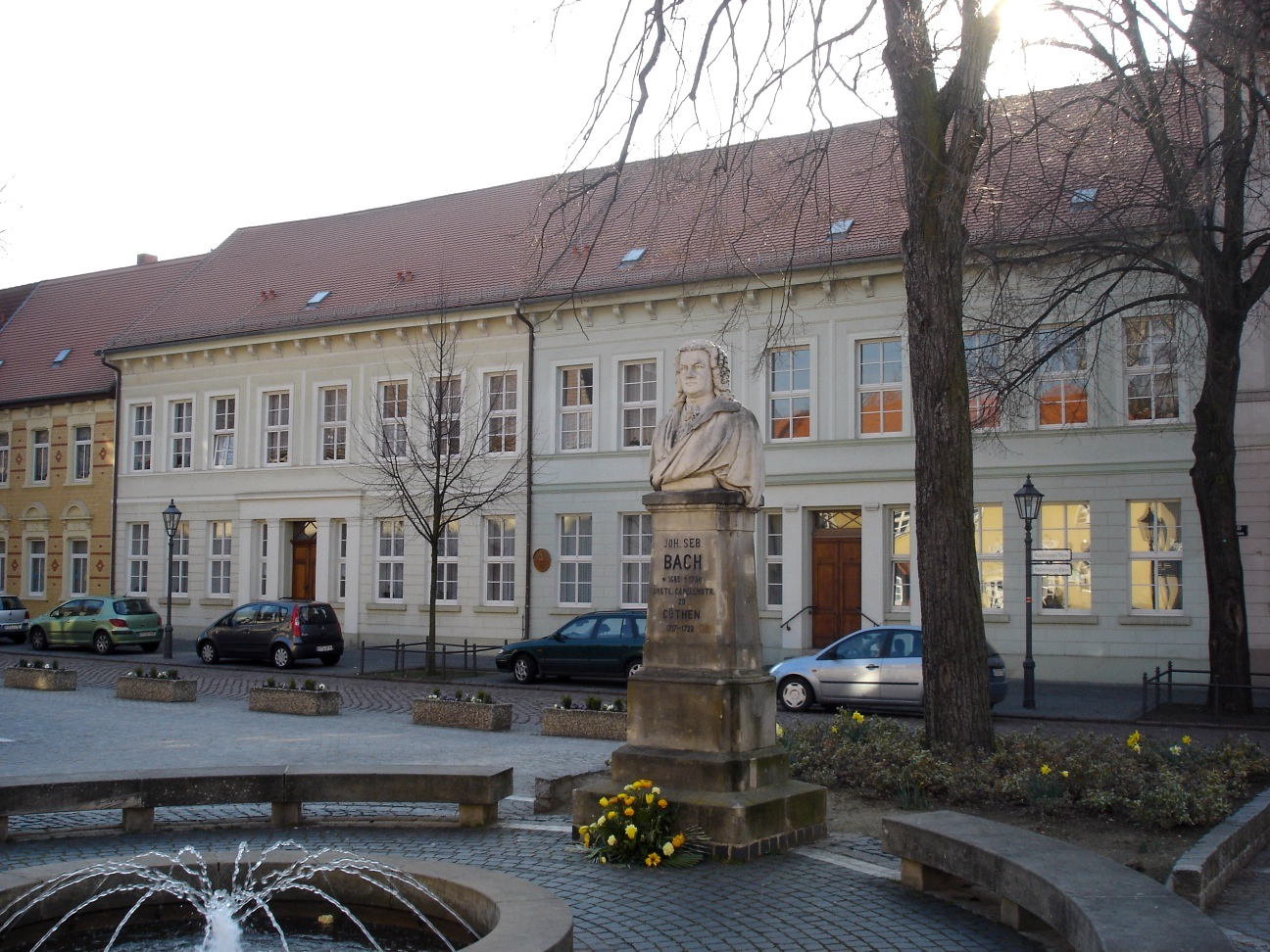
Будинок Баха в Кетені був першим будинком пари.

Анна та Йоганн одружилися 3 грудня 1721 року, через 17 місяців після смерті його першої дружини Марії Барбари Бах. Пізніше того ж місяця роботодавець пари Леопольд, принц Ангальт-Кетенський, одружився з Фредерікою Генрієттою Ангальт-Бернбурзькою. Бах вважав, що її відсутність інтересу до музики спричинила занепад музичного життя при дворі, хоча є докази того, що були задіяні й інші фактори. Були бюджетні обмеження, викликані прусськими військовими вимогами, про які Бах, можливо, мав обмежені знання, тому що навряд чи принц обговорював би свої фінансові проблеми з Бахом. У 1723 році Бахи переїхали до Лейпцига, коли Йоганн Себастьян погодився на посаду Кантора в Томашулле. Після одруження Анна Магдалена продовжила професійно співати. Одним з помітних прикладів її постійної участі в музиці, було її повернення до Кетена в 1729 році, щоб співати на похороні принца Леопольда. Спільний інтерес Бахів до музики сприяв їхньому щасливому шлюбу. Вона регулярно працювала переписувачкою, переписуючи музику свого чоловіка, яку продавала як засіб для сімейного доходу. Бах написав низку композицій, присвячених їй, зокрема дві окремі записні книжки для Анни Магдалени Бах. Під час перебування родини Бахів у Лейпцигу Анна Магдалена організовувала регулярні музичні вечори, на яких вся родина грала та співала разом із друзями. Будинок Баха став музичним центром Лейпцига. Крім музики, її інтереси включали садівництво.
Разом вони виховували дітей від першого шлюбу та 13 власних, народжених Анною з 1723 по 1742 роки, семеро з яких померли в молодому віці. Після смерті чоловіка в 1750 році його сини вступили в конфлікт і розійшлися в різних напрямках, збираючись жити окремо. Хоча Бахи забезпечували освіту їхніх синів, їхні дочки ніколи не ходили до школи. Анна Магдалена залишилася сама, без фінансової підтримки членів сім'ї для опіки над собою і двома молодшими дочками, а також своєю падчеркою від першого шлюбу Баха. Анна Магдалена все більше залежала від благодійності та роздач міської ради. Ймовірно, єдиною її дитиною чи пасинком, який надавав їй будь-яку підтримку, був її пасинок Карл Філіп Емануель Бах, чиї листи показують, що він надавав регулярну фінансову допомогу.
Вона померла 27 лютого 1760 року, не маючи грошей , і була похована в безіменній жебрацькій могилі в Лейпцигу (церква св. Івана). Церква була зруйнована бомбардуванням союзників під час Другої світової війни.

## Композиторство

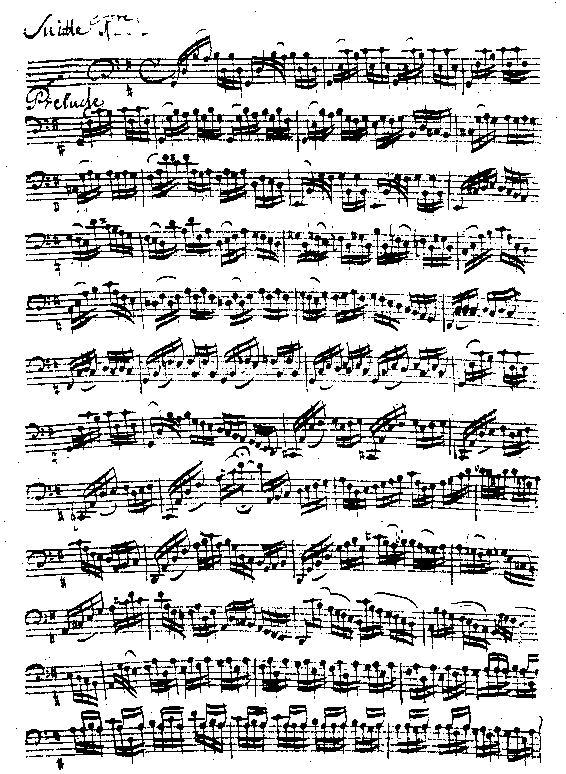
Перша сторінка сюїти № 1 соль мажор, BWV 1007 почерком Анни Магдалени Бах.

Нещодавно було висловлено припущення, що Анна Магдалена Бах написала кілька музичних п'єс, що носять ім'я її чоловіка: професор Мартін Джарвіс із Школи музики Університету Чарльза Дарвіна в Дарвіні, Австралія, стверджує, що вона написала знамениті шість віолончельних сюїт (BWV 1007 – 1012).) і була залучена до композиції арії з варіацій Голдберга (BWV 988) та вступної прелюдії «Добре темперованого клавіру». Ці ідеї також були втілені в телевізійний документальний фільм Написане місіс Бах.

Ці твердження були практично одноголосно відкинуті бахівськими вченими та виконавцями. Крістоф Вольф сказав:
Коли я працював директором Лейпцигського архіву Баха з 2001 по 2013 рік, я та мої колеги там широко спростували основні положення дисертації на підставі документів, рукописних джерел та нот. Немає жодного доказу, але Джарвіс не здається, незважаючи на те, що кілька років тому на конференції Баха в авдиторії Оксфорда, повній серйозних бахівців, йому було влаштувано потужну розбірку.
У статті для The Guardian віолончеліст Стівен Іссерліс сказав: «Я боюся, що його теорія — чисте сміття», і продовжив: «Як хтось може сприймати цей нікчемний матеріал серйозно?».
Дослідниця Баха Рут Тетлов написала докладне спростування, зосереджено на телевізійному документальному фільмі, у журналі «Understanding Bach», де вона називає твердження Джарвіса «недосконалими та неспроможними».

## Біографічні джерела
- Geiringer, Karl (1958) Die Musikerfamilie Bach: Leben und Wirken in drei Jahrhunderten. Unter Mitarbeit von Irene Geiringer. München. Beck. ISBN 3-406-06985-1

Вигадану автобіографію «Маленька хроніка Магдалени Бах» написала в 1925 році англійська письменниця Естер Мейнелл. Ця сентиментальна розповідь про сімейне життя Баха не базується на жодних джерелах і, ймовірно, далека від особистості Анни Магдалени Бах.
Збірник матеріалів про Анну Магдалену Бах видала Марія Хюбнер у 2005 році Анна Магдалена Бах. Ein Leben in Dokumenten und Bildern, завершений біографічним нарисом Ганса-Йоахіма Шульце.

## Святковий віолончельний та танцювальний виступ
Фестиваль віолончельних сюїт Баха, який відбувся в нью-йоркському Карнегі-холлі 3 березня 2020 року на честь трьохсотріччя їхньої композиції, підкреслив роль Анни Магдалени у допомозі увічнити шість сюїт. Її життя було відзначено спільним виконанням П’ятої сюїти віолончелісткою Стефані Вінтерс і танцівницею-хореографом Джулією Бенгтссон.

## Родина
Чоловік —  Йоганн Себастьян Бах
Діти:
- Християна Софія Генрієтта (весна 1723–29 червня 1726)
- Готфрід Генріх (26 лютого 1724 — 12 лютого 1763)
- Крістіан Готліб (14 квітня 1725 — 24 серпня 1728)
- Елізабет Джуліана Фрідеріка, яку звали «Лісген» (5 квітня 1726—24 серпня 1781), одружена з учнем Баха Йоганном Крістофом Альтнікколем
- Ернест Андреас (30 жовтня 1727 — 1 листопада 1727)
- Регіна Йоганна (10 жовтня 1728 — 25 квітня 1733)
- Християна Бенедикта (1 січня 1730 — 4 січня 1730)
- Християна Доротея (18 березня 1731 — 31 серпня 1732)
- Йоганн Крістоф Фрідріх, «Бюкебург» Бах (21 червня 1732–26 січня 1795)
- Йоганн Август Абрахам (5 листопада 1733 — 6 листопада 1733)
- Йоганн Крістіан, «Лондонський» Бах (5 вересня 1735 – 1 січня 1782)
- Джоанна Кароліна (30 жовтня 1737 — 18 серпня 1781)
- Регіна Сусанна (22 лютого 1742 — 14 грудня 1809)